# Дмитровский (парк)
«Дмитровский» — бывший парк на севере Москвы, в 2012 году вошедший в новосозданный парк «Ангарские Пруды» наряду с парком по Коровинскому шоссе и парком «ВИСХОМ». На территории парка располагается яблоневый сад. Произрастает множество лиственных деревьев, разбиты цветники, устроены детские площадки, имеется площадка для отдыха с беседкой.

## История
В 2009 в парке была демонтирована старая сцена и установлена новая со скамейками. Устроен декоративный «сухой ручей», с деревянными мостиками над ним. Он обсажен декоративными кустами, а по берегам уложены прогулочные дорожки из плит. В парке было разбито более 2000 м² газонов и 380 м² цветников. Высажено 45 деревьев и почти 2000 кустов.
До 2012 года парк состоял из трех частей: Парк «Коровинский», парк «Дмитровский» (Яблоневый сад) и парк «ВИСХОМ», каждая из частей принадлежала отдельным организациям. Теперь зону отдыха объединили в одну административную территорию.
Каждый год на Ангарских прудах проходят соревнования «Народная рыбалка». Участие принять может любой желающий, достигший 5-летнего возраста. В 2015 году в Дмитровском парке проходили ледовые старты в рамках окружных соревнований «Лёд надежды нашей», участниками которых стали более 400 жителей САО. Также в парке отмечается старинный русский праздник Масленица.